# Arista Heritage Master Hits
Arista Heritage Master Hits è una raccolta del gruppo progressive rock britannico The Alan Parsons Project, pubblicata nel luglio del 1999 dalla Arista Records.

## Descrizione
È una raccolta di undici tra i più famosi brani del The Alan Parsons Project, fondato nel 1975 da Alan Parsons ed Eric Woolfson. 
I brani sono estratti dai seguenti album:
- 2 da I Robot del 1977
- 2 da The Turn of a Friendly Card del 1980
- 2 da Eye in the Sky del 1982
- 2 da Ammonia Avenue del 1984
- 2 da Vulture Culture del 1985
- 1 da Stereotomy del 1986

Nella raccolta vi sono due brani strumentali.

## Tracce
Testi e musiche di Eric Woolfson e Alan Parsons; edizioni musicali Arista Records.
1. I Robot (I Robot - 1977) – 6:02 – Strumentale
2. I Wouldn't Want To Be Like You (I Robot - 1977) – 3:21 – Voce: Lenny Zakatek
3. Prime Time (Ammonia Avenue - 1984) – 5:03 – Voce: Eric Woolfson
4. Games People Play (The Turn of a Friendly Card - 1980) – 4:20 – Voce: Lenny Zakatek
5. Time (The Turn of a Friendly Card - 1980) – 5:02 – Voce: Eric Woolfson
6. Limelight (Stereotomy - 1986) – 4:38 – Voce: Gary Brooker
7. Sirius (Eye in the Sky - 1982) – 1:53 – Strumentale
8. Eye in the Sky (Eye in the Sky - 1982) – 4:33 – Voce: Eric Woolfson
9. Ammonia Avenue (Ammonia Avenue - 1984) – 6:30 – Voce: Eric Woolfson
10. Sooner Or Later (Vulture Culture - 1985) – 4:24 – Voce: Eric Woolfson
11. Days Are Numbers (The Traveller) (Vulture Culture - 1985) – 4:26 – Voce: Chris Rainbow

Durata totale: 50:12